# Buttonia natalensis
Buttonia natalensis là loài thực vật có hoa thuộc họ Cỏ chổi. Loài này được McKen ex Benth. mô tả khoa học đầu tiên năm 1871.